# Körszálló
A Körszálló (hivatalos nevén: Danubius Hotel Budapest) a Budapest II. kerületében álló vasbeton toronyszálloda. Tervezője Szrogh György.

## Fekvése
Budapest, II. Szilágyi Erzsébet fasor 47. sz. alatt található. 

## Története
1964-1967 között épült későmodern stílusban. Budapest Szállóként 1967-ben adták át. A környezetétől jelentősen eltérő épület tömegével és magasságával a főváros ikonikus épületeinek egyike lett. 2025-ben átépítést jelentettek be, amely a tervek szerint két évig tart majd. Luxuslakásokat alakítanak ki benne, üzemeltetője pedig a Marriott International lesz.

## Képgaléria

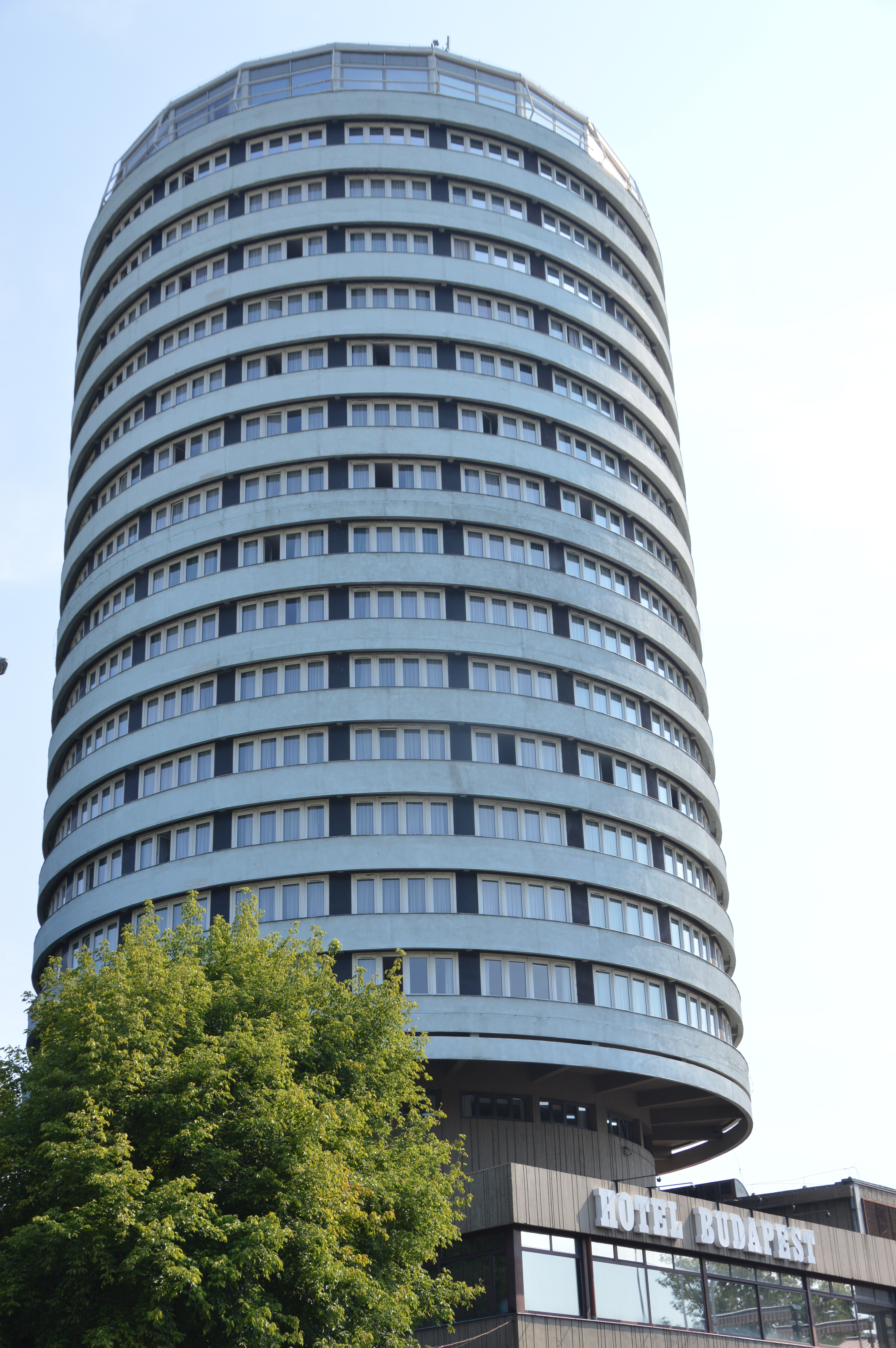
Külső homlokzat
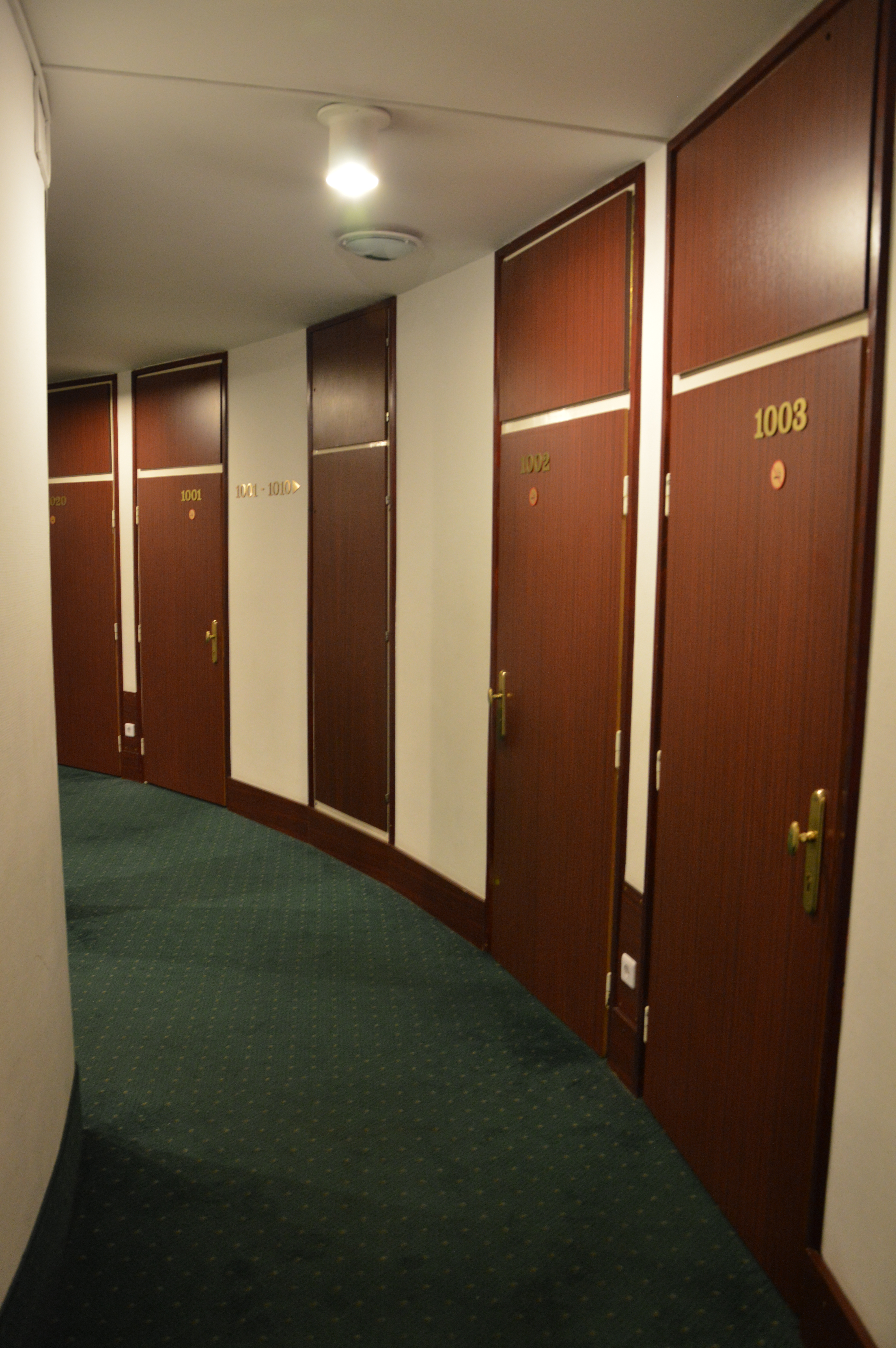
Az egyik folyosó
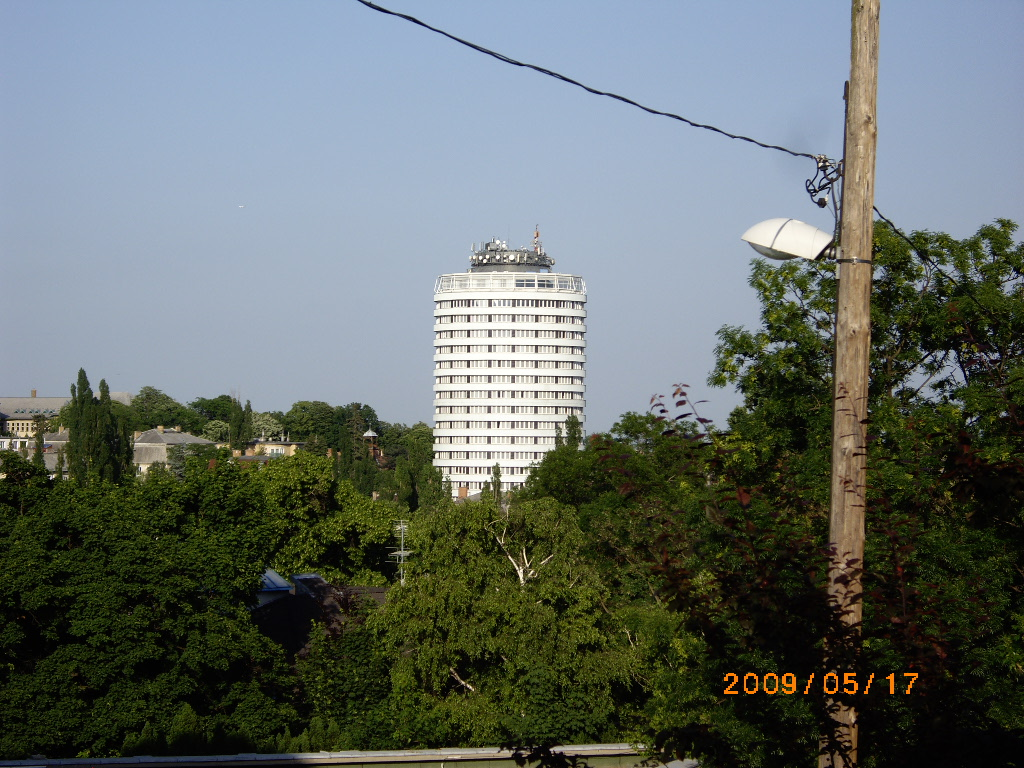
A Szent János Kórházból nézve
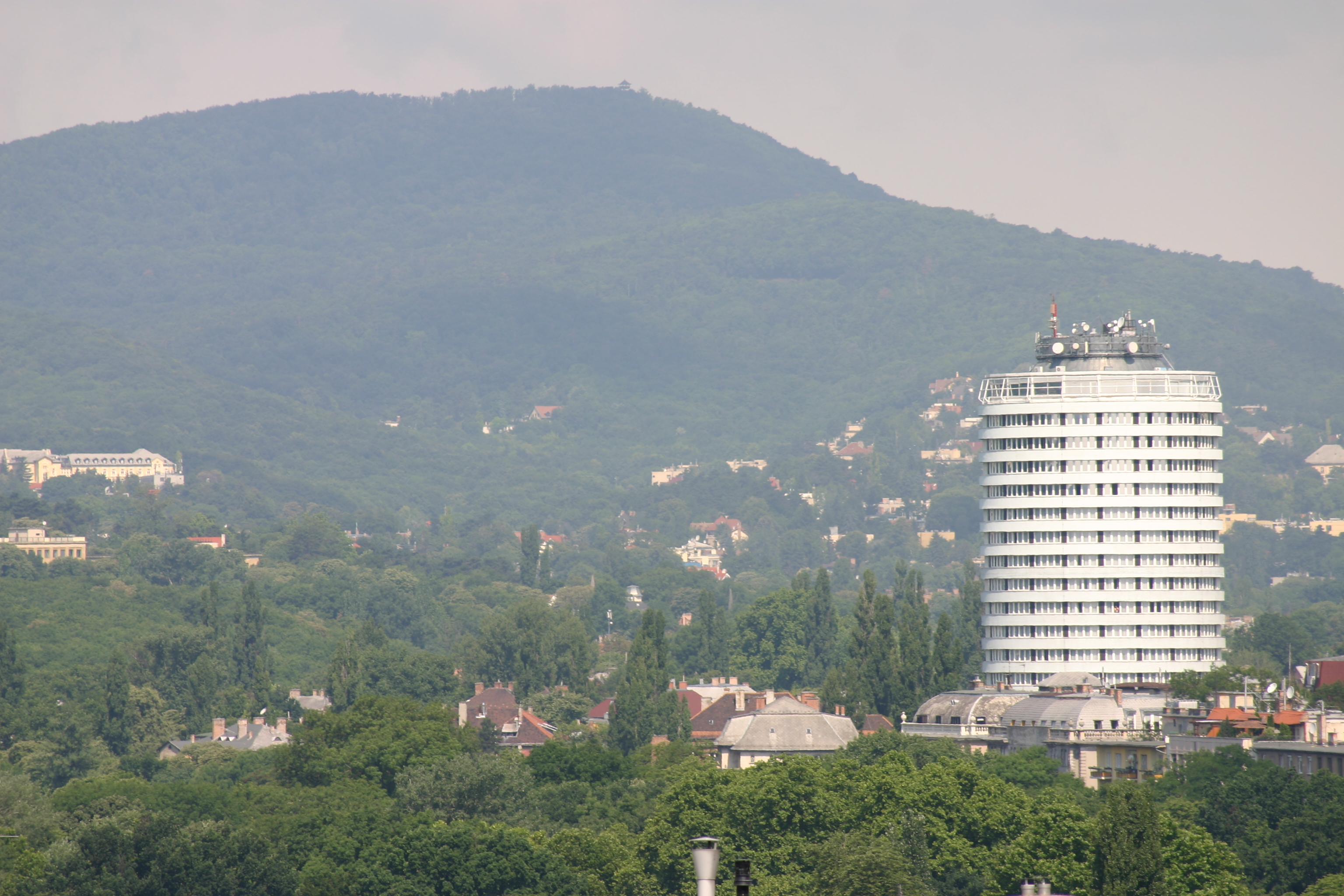
A Budai Várnegyed felöl